# Gruyère (szwajcarski ser)
Gruyère (niem. Greyerzer) – rodzaj szwajcarskiego sera, który produkowany jest z krowiego mleka. Zaliczany jest do serów dojrzewających, twardych oraz podpuszczkowych. Smak sera gruyère jest bardzo charakterystyczny - łagodny oraz lekko orzechowy. Nie ma dziur. Są trzy podstawowe odmiany tego sera, których smak różni się w zależności od czasu dojrzewania (3, 6 lub 9 miesięcy).
Prawdziwy gruyère pochodzi tylko ze Szwajcarii, z okręgu Gruyère. W miejscowości Gruyères znajduje się muzeum tego sera.